# De Oratore
De Oratore (fullständig titel De oratore ad Quintum fratrem libri tres, Tre böcker om talaren tillägnade brodern Quintus, ej att förväxla med Orator) är en avhandling i retorik uppdelad i tre böcker skrivna av Marcus Tullius Cicero år 55 f.Kr. Avhandlingen är dedikerad till Ciceros bror Quintus, och är huvudsakligen utformad som en dialog mellan de två talarna Lucius Licinius Crassus och Marcus Antonius. Dialogen ska ha utspelat sig år 91 f.Kr. Den första boken behandlar vältalighetens begrepp och talarens utbildning, den andra talarens metodiska arbete och den tredje stoffets utformning och talets förmedling. Cicero själv menade att De Oratore omfattar hela den retorikteori som tidigare fastställts av Isokrates och Aristoteles.
De Oratore betraktas som Ciceros främsta avhandling om retorik och har förblivit en av de viktigaste redogörelserna för retorikens plats i samhället. Medan flera av hans andra behandlingar av ämnet är av en mer teknisk karaktär så låter Cicero istället dialogens huvudpersoner Crassus och Antonius förmedla insikter om retorik och talekonst i De Oratore. I konversation med andra karaktärer diskuterar de sådant som filosofins plats i utbildning och samhällsfrågor, förhållandet mellan muntlighet och skriftlighet, förhållandet mellan naturlig talang och hård träning och följderna av kreativitet och intelligens i inventeringen av ett tals innehåll.
Under renässansen återupptäcktes De Oratore och blev den näst mest tryckta boken efter Gutenbergs bibel. Sedan dess har avhandlingen ständigt prisats både för sina insikter i retorik och som en indirekt standard för utbildning.

## Kontextens betydelse
De Oratore har beskrivits som en insiktsfull syn på hur kontexten är avgörande för tillämpningen av retorik. Cicero använder dialogens konventioner för att undergräva synen på retorik som en disciplin eller metod som kan bemästras eller ens diskuteras utanför ramen för de omständigheter under vilka den praktiseras. I dialogen kontrasteras två syner på retorik genom huvudpersonerna. Antonius presenterar retoriken som en icke-kontextuell expertis, medan Crassus ser på ämnet som djupt kontextuellt. Crassus återgivning symboliserar Ciceros egen föreställning om retoriken som vältalighet i praktiska, specifika situationer snarare än en principfast teori. Cicero menade att retoriken i ett visst samhälle och vid en viss tidpunkt bestäms utifrån sitt sammanhang snarare än genom behärskning av föreskrifter som skulle utgöra en vetenskap i övertygande genom vältalighet oberoende av kontext.

## Första boken
Den första boken inleds med att Cicero riktar sig till sin broder Quintus och motiverar varför han har författat ett verk om talekonsten. Därefter introduceras tid, plats och deltagare. Utöver Antonius och Crassus närvarar även Scaevola och Cotta. Samtalet inleds med att Crassus prisar talekonstens betydelse i samhället och får både medhåll och mothugg av Scaevola och Antonius.
Crassus anför sedan vad som kan krävas av en talare, med kommentarer från de andra deltagarna i samtalet. Efter att ha berättat om vikten av medfödd begåvning, utbildning och flit bjuder han in Antonius att framlägga sin syn på talekonstens mysterier. Antonius framhäver vikten av intelligens och erfarenhet snarare än omfattande studier i sådant som filosofi och juridik. Boken avslutas med att fortsättningen av samtalet skjuts upp till följande dag.

## Andra boken
Den andra boken består till största del av ett anförande av Antonius. Karaktärerna Catulus och Caesar anländer för att delta. Antonius anförande inleds med en redogörelse för stoffsamling, inventio. Högtidstal lämnas här åt sidan, och karaktärerna avhandlar politiska och juridiska tal. Topiker diskuteras, liksom argumentation, bevisning av påståenden och konsten att vinna åhörarnas välvilja. Caesar har därefter en utläggning om humorns roll i talekonsten.
Avslutningsvis diskuteras talets disposition, dispositio, sakframställningen i ett tal, narratio, högtidstal samt minnesteknik, memoria. Samtalet skjuts sedan upp till eftermiddagen.

## Tredje boken
Den tredje boken inleds med att Cicero åter riktar sig till sin bror Quintus och berättar om hur Crassus avled blott tio dagar efter att han hållit det anförande som utgör den tredje boken. Crassus inleder med att redogöra för talets språkliga utformning, elocutio. Han tar upp olika dygder som att tala klart och begripligt latin, utsmyckning av talet och förhållandet mellan talekonst och filosofi. Crassus hävdar att Sokrates begick ett misstag när han skiljde dem båda åt.
En detaljerad, teoretisk behandling av stilistiska utsmyckningar följer. Crassus behandlar bland annat ordval, retoriska figurer och de tre stilnivåerna. Detta kopplas till vad som anses vara Ciceros egen åsikt, att utsmyckning och stilval alltid måste anpassas till situationen och publiken. Med detta påstående som grund presenterar Crassus avslutningsvis råd om hur ett tal bör framföras, actio. Här ingår gester, ansiktsuttryck, blick, mimik och framförallt god röstbehandling.